# Fiano di Avellino
Le Fiano di Avellino est un vin blanc sec italien produit en Campanie, terre d'antique tradition viticole. Le vin est doté d'une appellation DOCG depuis le 18 juillet 2003. Seuls ont droit à la DOCG les vins blancs récoltés à l'intérieur de l'aire de production définie par le décret.

## Aire de production
Les vignobles autorisés se situent en province d'Avellino dans les communes de Avellino, Lapio, Atripalda, Cesinali, Aiello del Sabato, Santo Stefano del Sole, Sorbo Serpico, Salza Irpina, Parolise, San Potito Ultra, Candida, Manocalzati, Pratola Serra, Montefredane, Grottolella, Capriglia Irpina, Sant'Angelo a Scala, Summonte, Mercogliano, Forino, Contrada, Monteforte Irpino, Ospedaletto d'Alpinolo, Montefalcione, Santa Lucia di Serino et San Michele di Serino Taurasi.
Le Fiano di Avellino est l'un des meilleurs vins blancs de la région. Le vin provenant du cœur de la zone de production peut porter le label Apinium.

## Caractéristiques organoleptiques
- couleur : jaune paille plus ou moins intense.
- arôme :  intense et fruité.
- saveur : frais.

## Accords
- poisson
- pizza

## Parcours administratif
- 1978 : Passage au statut DOC par Décret du Président de la République (Gazzetta Ufficiale du 29/08/1878).
- 1991 : Modification par Décret ministériel (Gazzetta Ufficiale du 14/12/1991).
- 2003 : Passage au statut de DOCG par Décret Directorial (Gazzetta Ufficiale du 18/07/03).

## Quelques producteurs
- Feudi di San Gregorio
- Mastroberardino

## Production
Province, saison, volume en hectolitres :
- Avellino  (1990/91)  1803,93
- Avellino  (1991/92)  1530,2
- Avellino  (1992/93)  2672,0
- Avellino  (1993/94)  2757,19
- Avellino  (1994/95)  4125,17
- Avellino  (1995/96)  6325,48
- Avellino  (1996/97)  13821,52